# Inakustik Records
Inakustik, ook wel In-Akustik, is een Duitse onderneming op het gebied van geluid. De firma bestaat uit onder meer een platenmaatschappij, die actief is in allerlei genres: van pop en rock tot en met blues en jazz. De in Ballrechten-Dottingen gevestigde onderneming heeft vele tientallen albums uitgebracht, op de labels inkustik en inak, op allerlei dragers. Ook distribueert Inakustik andere labels, zoals Ruf Records, Chesky Records en Jazzhaus Records.